# ER205
ER205（イーアール に ーまる ごー）は、エリクソン（現・ソニー・エリクソン・モバイルコミュニケーションズ→ソニーモバイルコミュニケーションズ）が開発した、NTTドコモによる第二世代携帯電話 (mova) 端末製品。

## 概要
エリクソンが日本で初めて販売した端末。試験的に導入され、当時の中央管内の一部店舗のみで販売された。一部のマニアの間では高価な値段で取引された。
日本国外で販売されていた機種『T18』をベースに開発。元になった端末はGSM形式の携帯電話端末で、当時の日本向けの携帯電話では不要だったSIMカードスロットも備えていた。

## 歴史
- 1998年9月: ドコモから発売

## 参照
1. ↑  『日本ケータイ大図鑑 1979→2005』32ページ
2. ↑  ケータイ端末 温故知新 希少な「エリクソン」ブランド（1998～2000年） - モバイルアスキー